# Villa di Broncigliano
Villa di Broncigliano, o Bronciliano, già villa Schwarzenberg-Giuliani, è una dimora storica italiana, situata in via di Vingone a Scandicci.

## Storia
Il toponimo Broncigliano si ricollega ad un fosso che si immette nel torrente Vingone e significa "grosso ramo rotto" o "divelto", ossia ciò che rimane dell'albero quando i propri rami sono stati tagliati oppure rotti.
La villa nasce come casa da signore dei Guidetti; dal 1492 essa passò di famiglia nobile in famiglia nobile: appartenne ai Pitti dal 1639 al 1692, quando la proprietà passò (benché per poco tempo) ai Dati, per poi ritornare alla stessa famiglia Pitti dal 1709 al 1733, quando venne acquistata da Giuliano di Antonio Dami. Nel 1770 la villa l'acquistarono gli Stiozzi-Ridolfi. Nel XIX secolo la villa passò ai Razzolini; dalla cui discendente, Teresa, vedova Sugheri, pervenne ai nipoti. Nel Novecento fu degli Schwarzenberg-Giuliani, proprietari di molti immobili e terreni nella zona, fino alla collina di Casignano. Dagli Schwarzenberg l'ereditarono i Dainelli.
Oggi la villa è adibita a casa di riposo per ex attori, saltimbanchi e acrobati; per questo la villa è conosciuta anche come Casa dello spettacolo viaggiante o Casa dei mutoli, in quanto pare che alcuni membri delle famiglie Razzolini e Sugheri fossero sordomuti.

## Descrizione
Nonostante la villa si presenti con caratteristiche di derivazione settecentesca, attraverso un'analisi dell'impianto individuiamo un primo impianto della casa da signore. Questo nucleo medievale è stato poi col tempo ampliato finché, nel corso del Settecento, la costruzione venne totalmente modificata probabilmente su disegno di Gioacchino Fortini.
La facciata è rivolta verso la strada, a sinistra si trova un oratorio dedicato alla Beata Vergine, sporgente rispetto al prospetto della villa. Sulla facciata è stato collocato lo stemma degli Stiozzi-Ridolfi, insieme allo stemma di Giuliano Dami con tre mazze o bastoni. Sempre sulla facciata si trova una bella meridiana con la scritta  Horas non numero nisi Serenas  (non conto che l'ore serene).
Un tempo esisteva anche un giardino all'italiana, di cui oggi rimangono i resti della pavimentazione in pietra.
La cappella, dalla cupola centrale, è stata eretta nel 1734 su incarico di Giuliano Dami, contiene affreschi di Niccolò Pintucci. Inizialmente l'edificio religioso era dedicato a san Giuliano, nel 1808 però ha assunto la titolazione attuale. La cappella fu restaurata dall'artista Andrea Martini, il quale visse per poco tempo nella villa. All'interno si trovano le lapidi tombali della famiglia Razzolini, ed è ancor oggi ufficiata al culto.
Al piano terra troviamo una stanza detta da toilette a pianta ottagonale, con stucchi di Bartolomeo Portogalli, figlio di Martino, e volta ad ombrello. Molto probabilmente il Dami s'ispirò agli ambienti medicei. Nata come studiolo, successivamente divenne una stanza da bagno. Al secondo piano troviamo stanze affrescate dal Pintucci a trompe l'oeil. La stanza al primo piano è affrescata da paesaggi fantastici, sempre del Pintucci.